# Travesía (telenovela)
Travessia (título en español: Travesía) es una telenovela brasileña creada y escrita por Glória Perez, con dirección de Mauro Mendonça Filho. Se estrenó a través de TV Globo el 10 de octubre de 2022 en sustitución de Pantanal, y finalizó el 5 de mayo de 2023 siendo reemplazado por Tierra de deseos. Está protagonizada por Lucy Alves, Rômulo Estrela y Chay Suede.

## Elenco
- Lucy Alves como Brisa Ribeiro[4]
  - Mariah Yohana como Brisa de niña
- Rômulo Estrela como Oto[5]
- Chay Suede como Ariovaldo «Ari» Fernandes de Souza[6]
  - João Bravo como Ari de niño
- Drica Moraes como Núbia Magalhães[7]
- Giovanna Antonelli como Heloísa «Helo» Sampaio Viana
- Alessandra Negrini como Guida Sampaio[8]
- Vanessa Giácomo como Leonor «Leo» Sampaio[9]
- Rodrigo Lombardi como Raul Moretti[9]
- Alexandre Nero como Stênio Alencar[10]
- Cássia Kis como Cidália Bastos
- Humberto Martins como Jorge Luís Guerra
- Jade Picon como Chiara Rossi Guerra[11]
- Dandara Mariana como Talita[12]
- Marcos Caruso como Dante[13]
- Luci Pereira como Creusa «Creuzita» Macedo Matos
- Ana Lúcia Torre como Maria Luiza Sampaio Alencastro «Cotinha»
- Noémia Costa como Inácia
- Indira Nascimento como Laís
- Aílton Graça como Monteiro
- Guilherme Cabral como Rudá Sampaio
- Rafael Losso como Gil
- Renata Tobelem como Dina
- Camila Rocha como Tininha
  - Gabriely Mota como Tininha de niña
- Yohama Eshima como Yone
- Nathalia Falcão como Júlia
- Dudha Moreira como Cema
- Danielle Olimpia como Karina
- Priscila Vilela como Adalgisa
- Aoxi como Silene
- Flávia Reis como Marineide Silva
- Bel Kutner como Lídia
- Raul Gazolla como Van Damme
- Nando Cunha como Joel
- Orã Figueiredo como Nunes
- Leona Santos como Belle
- Iago Pires como Espeto
- Duda Santos como Isa
- Mariana Consoli como Ciça
- Aliny Ulbricht como Rose
- Marcos Holanda como Valdir
- João Cunha como Zé
- Vicente Alvite como Tonho

### Invitados especiales
- Grazi Massafera como Débora Aguiar[8]
- Simão Fumega
- Viviane de Assis

## Producción
Inicialmente estaba previsto que Travesía se estrenara en 2023, sustituyendo a Todas las flores en la franja de las 21 horas, sin embargo, posteriormente se anunció que Todas las flores se estrenaría en el servicio de streaming Globoplay y Travessia se estrenaría en sustitución de Pantanal. La producción de la telenovela inició rodaje el 4 de julio de 2022. El 5 de septiembre de 2022, TV Globo lanzó el primer teaser de la telenovela.

## Audiencias
| Temporada | Episodios | Primera emisión       | Primera emisión              | Última emisión    | Última emisión               | Prom. de espectadores (Puntos de rating) |
| Temporada | Episodios | Fecha                 | Audiencia (Puntos de rating) | Fecha             | Audiencia (Puntos de rating) | Prom. de espectadores (Puntos de rating) |
| --------- | --------- | --------------------- | ---------------------------- | ----------------- | ---------------------------- | ---------------------------------------- |
| 1         | 179       | 10 de octubre de 2022 | 25.9                         | 5 de mayo de 2023 | —                            | —                                        |